# Lilla Hellesen
Lilla Hellesen, född 13 oktober 1902 i Kristiania (nuvarande Oslo), död 1963, var en norsk tecknare och litograf.
Lilla Hellesen var dotter till läkaren Engel Emil Herman Hellesen och skådespelerskan Marie Mejlænder. Hon studerade vid Statens håndverks- og kunstindustriskole 1921–22 och Statens Kunstakademi i Oslo 1922–25. Hon debuterade på Parissalongen 1927 och ställde ut separat första gången på Kunstnerforbundet i Oslo 1928. Hon ställde ut separat på Clerie de la Toison d´Or i Bryssel och medverkade i samlingsutställningar i Europa och USA bland annat vid Les Femmes Artistes d´Europe i Paris 1937 och på Riverside Museum i New York 1940 samt på Victoria and Albert Museum i London 1938. 
Hon var från 1952 tidvis bosatt i Sverige. Hennes litografier är präglade av romantisk-drömmande naturstämningar och finns i många norska och utländska samlingar. I sina porträtt utvecklade hon en nästan fotografisk realism. Hellesen är representerad vid Nasjonalmuseet, British Museum, Bibliothèque Nationale i Paris och Statens Museum for Kunst i Köpenhamn.